# Golungo Alto
Golungo Alto és un municipi de la província de Kwanza-Nord. Té una extensió de 1.989 km² i 29.259 habitants. Comprèn les comunes de Cambondo, Cerca i Kilombo Kiaputo. Limita al nord amb el municipi de Pango-Aluquém, a l'est amb els de Gonguembo i Lucala, al Sud amb el de Cazengo, i a l'oest amb el Cambambe.

## Personatges
- Mário Pinto de Andrade (1928–1990) polític i escriptor
- Pedro Francisco Miguel (* 1941),filòsof i escriptor
- Rosária da Silva (* 1959) periodista